# سیارک ۹۸۲۰
سیارک ۹۸۲۰ (به انگلیسی: 9820 Hempel، نامگذاری:3064T-1) نه هزار و هشتصد و بیستمین سیارک کشف شده‌است که در ۲۶ مارس ۱۹۷۱ کشف شد.
قدر مطلق سیارک برابر ۱۲.۳ است.